# Pietro Labruzzi
Pietro Labruzzi (* 28. Januar 1738 in Rom; † 13. Februar 1805 ebenda) war ein italienischer Maler des Klassizismus, der in Italien und Polen-Litauen tätig war. Er war Hofmaler des polnisch-litauischen Königs Stanislaus II. August Poniatowski.

## Leben
Labruzzi war der Älteste Sohn des Fabrikanten Giacomo Romano Labruzzi und dessen Frau Teresa Folli. Er war ein älterer Bruder des Kupferstechers und Malers Carlo Labruzzi (6. November 1747/1748 oder 1765 – 8. Dezember 1817/1818 oder 1830). Er malte zahlreiche Altarbilder für Kirchen in Rom und anderen Städten in Italien und soll einen Sohn Tommaso Pietro Labruzzi gehabt haben der um 1807 starb. Anderen Angaben zufolge war „Tommaso“ sein zweiter Vorname.
Ab den 1750er Jahren soll er sich regelmäßig in Warschau aufgehalten haben, insbesondere nach der Thronbesteigung von Stanislaus II. August Poniatowski 1764. In Warschau porträtierte er zahlreiche polnische Adlige. Er wurde 1780 ebenso wie sein Bruder (1781) in die Accademia dei Virtuosi al Pantheon (Congregazione Virtuosi) aufgenommen. In der Zeit zwischen 1771 und 1776 lernte er die Dichterin Maria Maddalena Morelli kennen und schuf auf ihren Wunsch hin ein Porträt von ihr. In den Jahren von 1780 bis 1790 war er unter anderem mit weiteren Künstlern an der Ausmalung der Kathedrale von Spoleto beteiligt. Im Jahr 1795 schuf er ein Porträtbild des Architekten Giuseppe Valadier.

## Werke (Auswahl)
- Pfingstwunder (Pantheon)
- Heiliger Augustin und Heilige Monika sowie Flucht nach Ägypten (Kirche Gesú e Maria)
- Steinigung des Heiligen Stephanus (San Stefano in Piscinula)
- Die Heilige Scholastika von Nursia haucht in Gegenwart des Heiligen Benedikt von Nursia ihre Seele aushaucht (Kirche von Subiaco)[8]
- Papst Pius VII. 1780
- Il beato Gregorio Eremita 1790
- L’Angelo Custode 1790
- Elia e l’angelo 1791
- Sacrificio di Melchisedec 1796
- Sacrificio di Abramo 1796
- La Madonna e i sette Santi Serviti 1796

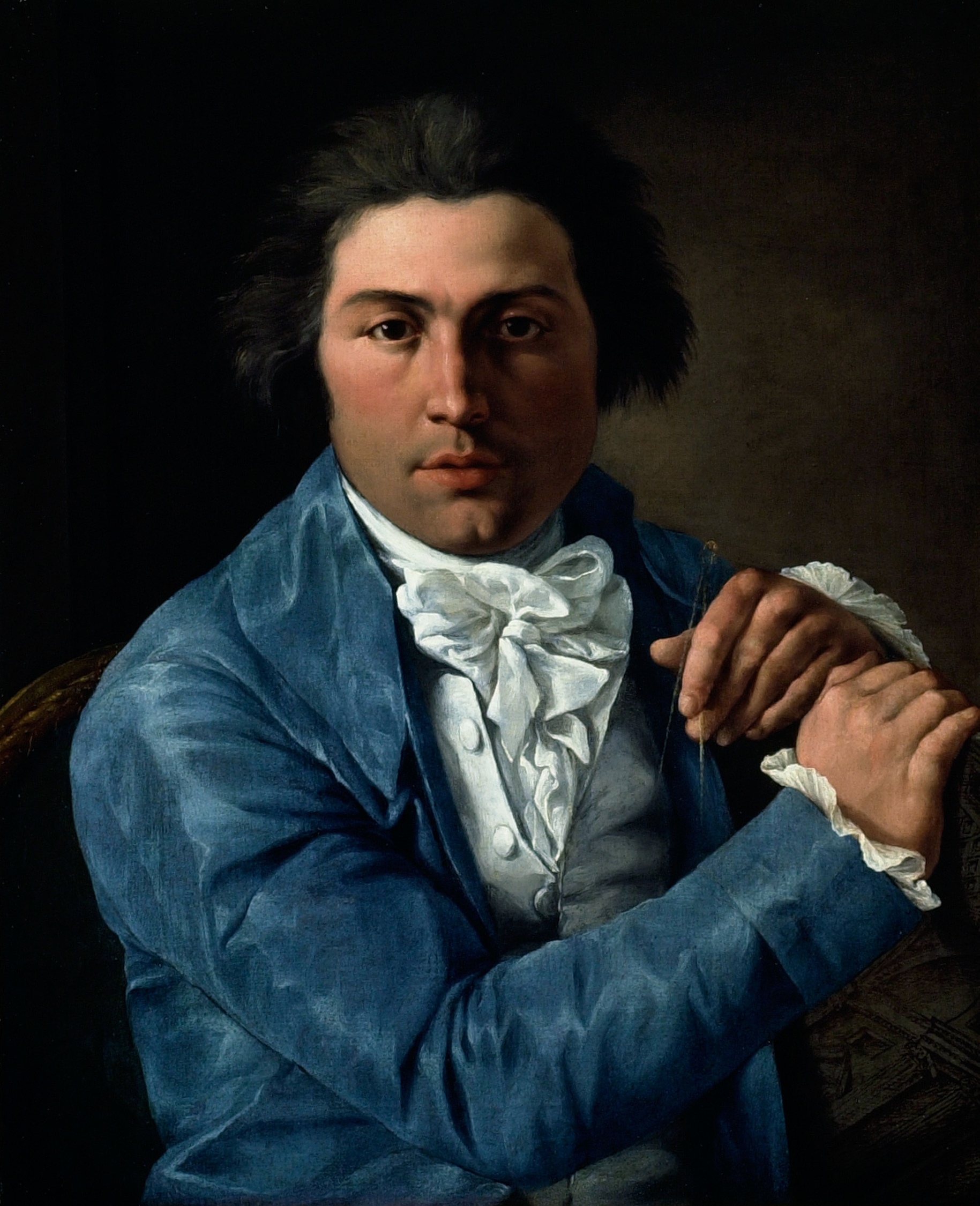
Der Architekt Giuseppe Valadier
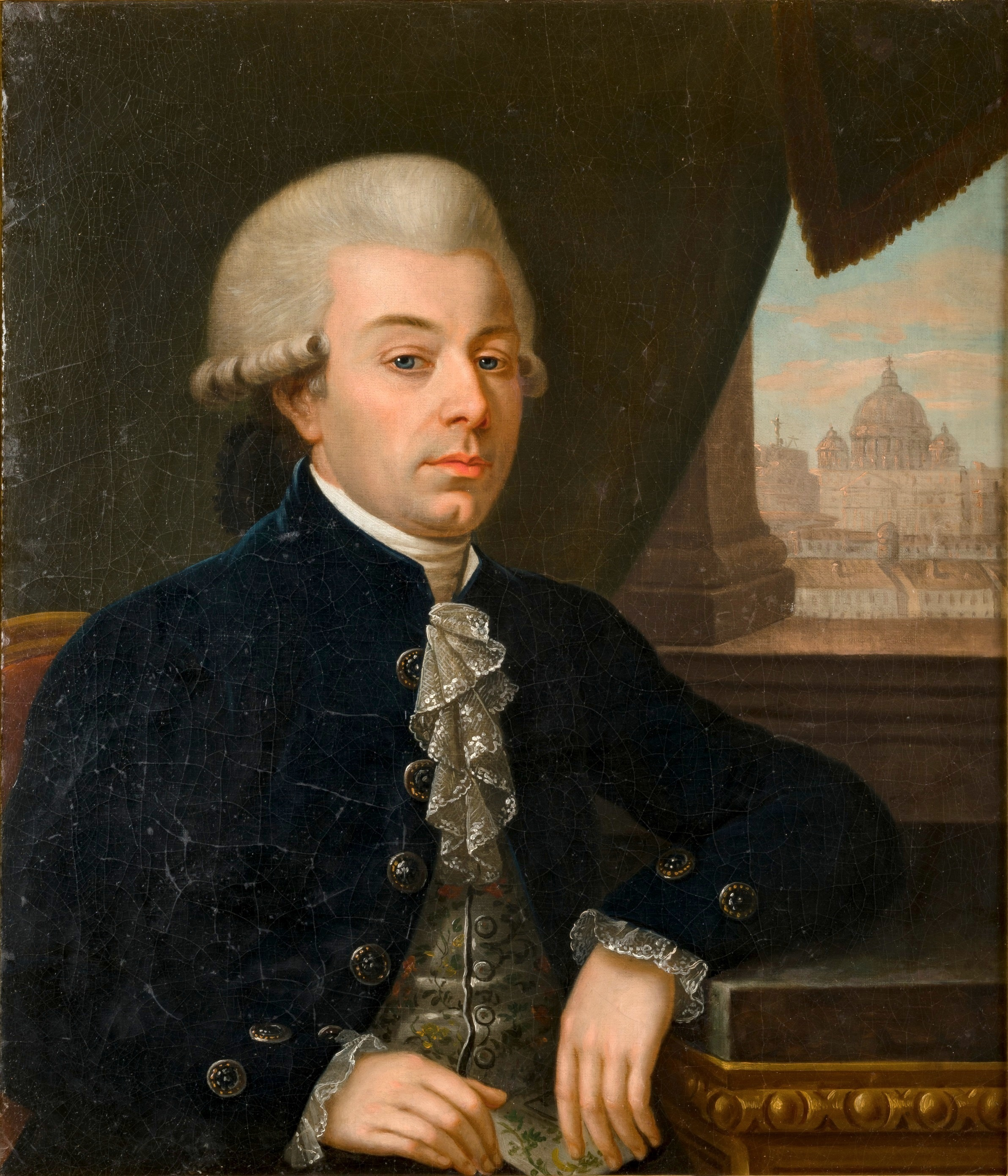
Ignacy Morski, Orsetti-Haus in Jarosław
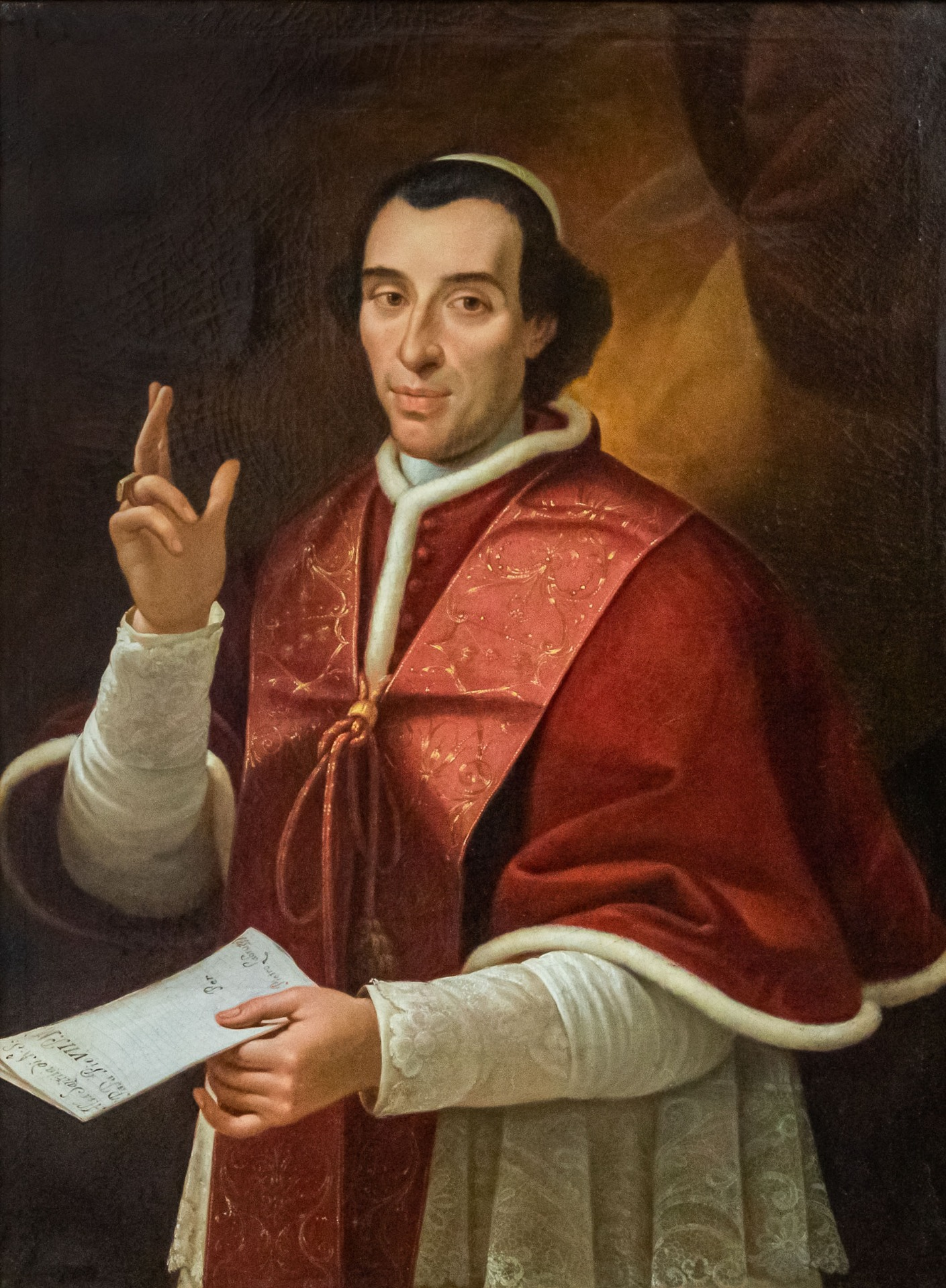
Papst Pius VII.
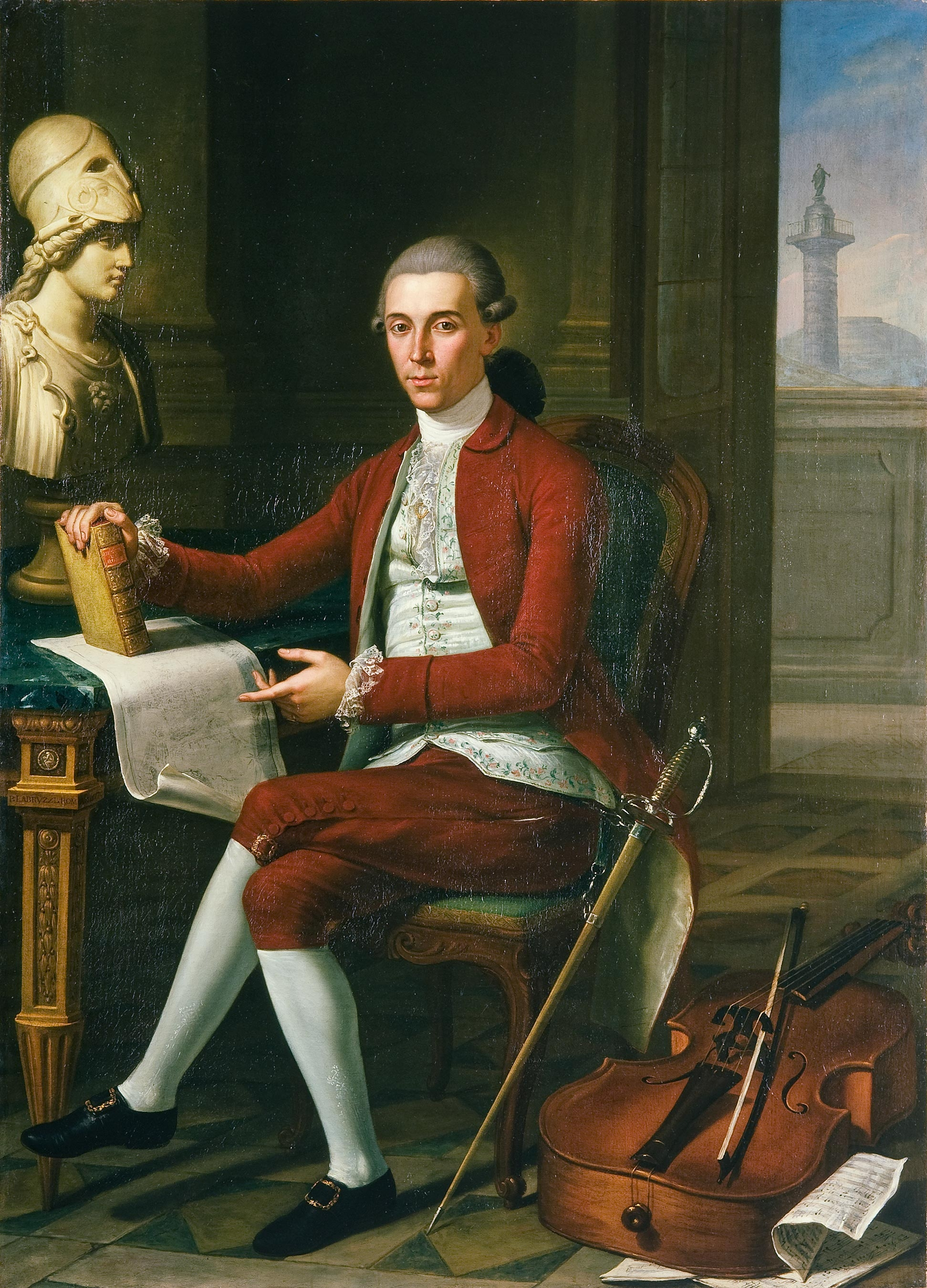
Sir James Bland Burges